# Pranksta Rap
«Pranksta Rap» (с англ. — «Шутливый рэп») — девятая серия шестнадцатого сезона мультсериала «Симпсоны». Впервые вышла в эфире американской телекомпании «Fox» 13 февраля 2005 года.

## Сюжет
Барт посещает рэп-концерт без разрешения Мардж и Гомера. Чтобы избежать наказания за это, он подделывает похищение, намереваясь остаться в квартире Кирка Ван Хаутина, пока накал не угаснет.
Тем временем шеф Виггам, решивший исправить свою репутацию полицейского-неудачника, устанавливает местоположение Барта и арестовывает Кирка за «похищение мальчика». За это Виггама повышают до комиссара полиции. Увидев, как сильно страдает Милхаус от ареста отца, Барт признаётся в своём розыгрыше Виггаму, который убеждает его сохранить это в тайне, показывая, что Кирку намного лучше в тюрьме, из-за того, что у него теперь есть регулярное питание и восхищение многочисленными женщинами известным преступником.
Лиза выясняет правду, найдя свитер из рэп-концерта на дереве возле домика Барта, но, показав Гомеру доказательства, он уничтожил его, так как он уже заключил сделку с Голливудом относительно прав на историю Барта. Смущённая Лиза вместе с директором Скиннером отправляются в дом хип-хоп-артиста «Алькатрааз», одного из исполнителей концерта, где они находят видео, где Барт читает рэп на концерте. Спустя несколько мгновений появляются Гомер, Виггам и Барт и пытаются убедить Лизу отказаться от попыток разоблачить их, основываясь на том, что никто не пострадал от лжи. Девочка, однако, все ещё хочет разоблачить их, но Гомер непреднамеренно уничтожает доказательства, случайно постучавшись по телевизору с плоским экраном Алькатрааза. Последний предлагает решить эту проблему, устроив вечеринку возле бассейна, к радости всех, кроме Лизы.

## Показ
Во время премьеры на канале «Fox» эпизод просмотрели 8,01 млн человек.

## Отзывы
Эндрю Мартин с музыкального сайта «Prefix Magazine» поставил рэпера 50 Cent на восьмое место в своём списке десяти лучших музыкальных гостей «Симпсонов».